# استوک-بای-نی‌لند
استوک-بای-نی‌لند (به انگلیسی: Stoke-by-Nayland) یک روستا و محله مدنی در بریتانیا است که در Babergh واقع شده‌است. استوک-بای-نی‌لند ۶۸۲ نفر جمعیت دارد.